# Old Friend Mountain
Old Friend Mountain är ett berg i Kanada.   Det ligger i provinsen British Columbia, i den centrala delen av landet, 3 400 km väster om huvudstaden Ottawa. Toppen på Old Friend Mountain är 1 861 meter över havet.
Terrängen runt Old Friend Mountain är kuperad åt sydost, men åt nordväst är den bergig. Trakten runt Old Friend Mountain är nära nog obefolkad, med mindre än två invånare per kvadratkilometer.. Det finns inga samhällen i närheten. 
I omgivningarna runt Old Friend Mountain växer i huvudsak barrskog.